# 마드리갈
마드리갈(영어:Madrigal)은 르네상스 시대와 바로크 시대에 작곡된 세속적인 성악곡의 한 종류이다.